# Muzeum Banku Anglii
Muzeum Banku Anglii jest placówką ekspozycyjno-edukacyjną Banku Anglii w City of London. Muzeum przedstawia historię Banku Anglii i sławnych osób z nim związanych. W kolekcji muzeum znajdują się m.in. monety, banknoty, sztabki złota i obrazy.